# Manoir de la Varinière
Le manoir de la Varinière est un édifice situé à Livarot-Pays-d'Auge, en France.

## Localisation
Le monument est situé dans le département français du Calvados, à Livarot-Pays-d'Auge, dans l'ancienne commune de Tortisambert, lieudit La Varinière.

## Historique
Le manoir est bâti ou habité par une famille Varin au XVIe siècle puis fait l'objet d'un certain nombre de transferts de propriété au cours des siècles.
Deux campagnes de construction ont été nécessaires.

## Architecture
L'édifice est construit de bois et de torchis.
L'édifice possède sept travées dont les quatre premières sont les plus travaillées et les plus anciennes.
La  façade de l'édifice possède un faux encorbellement. Des décors sculptés représentent des têtes d'hommes, des animaux et saint Michel daté 1520.
Un escalier en vis en bois est conservé partiellement.